# 波音727
波音727是一款中程三引擎窄體客機，是由美国波音公司所生產研發，載客量由149人至189人，航程達2,400至2,700海里。波音727採用普惠JT8D引擎，採用T型尾翼，引擎放在機身後方，其中二號引擎放在機身上方、尾翼下方，由S型管連接引擎和進氣口。
波音727承襲波音707的成功，採用相同的駕駛艙設計和機身橫切面。首架波音727-100於1963年首飛，翌年交付給東方航空投入服務。波音727-200是機身延長版本，於1967年首飛後交付給东北航空投入服務。波音727投產期間，是美國國內航線的主力機種，以及中短程國際航線機種。波音727亦設有貨運型和客貨轉換型。
最後一架727在1984年交付，總產量為1,832架，為當時產量最高的民航機種，此一紀錄被波音737於1990年代初打破。至2017年7月，全球仍有2架波音727-100和55架波音727-200營運中。受到民航噪音法規影響，部分波音727需裝上減音裝置才能繼續營運，但此裝置會增加耗油量。
2019年1月14日，随着伊朗阿塞曼航空的最后一架727-200ADV（注册号EP-ASB）退役，波音727正式退出客运市场。至2022年2月仍有38架727服役，用於貨運。

## 發展

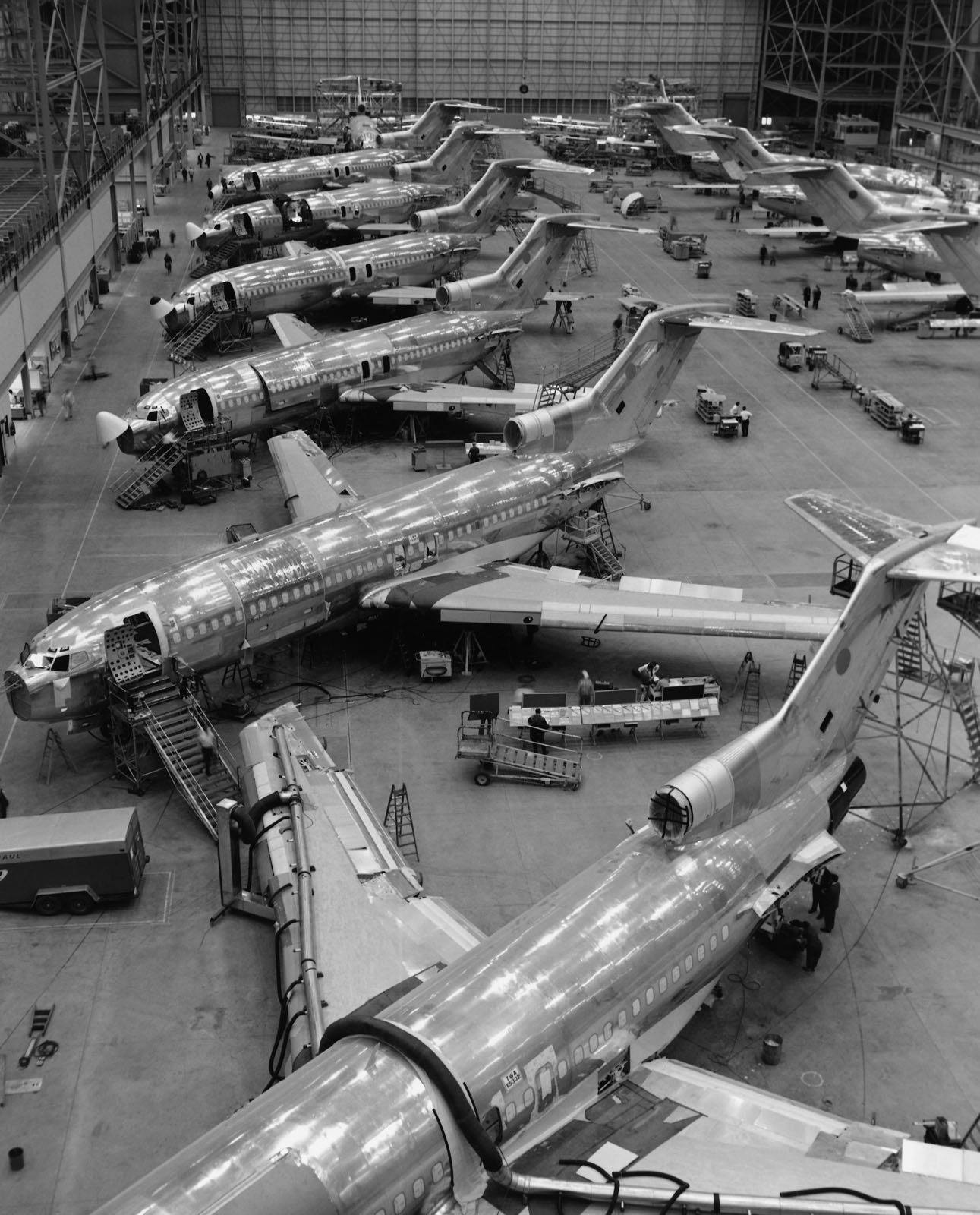
波音727生產線

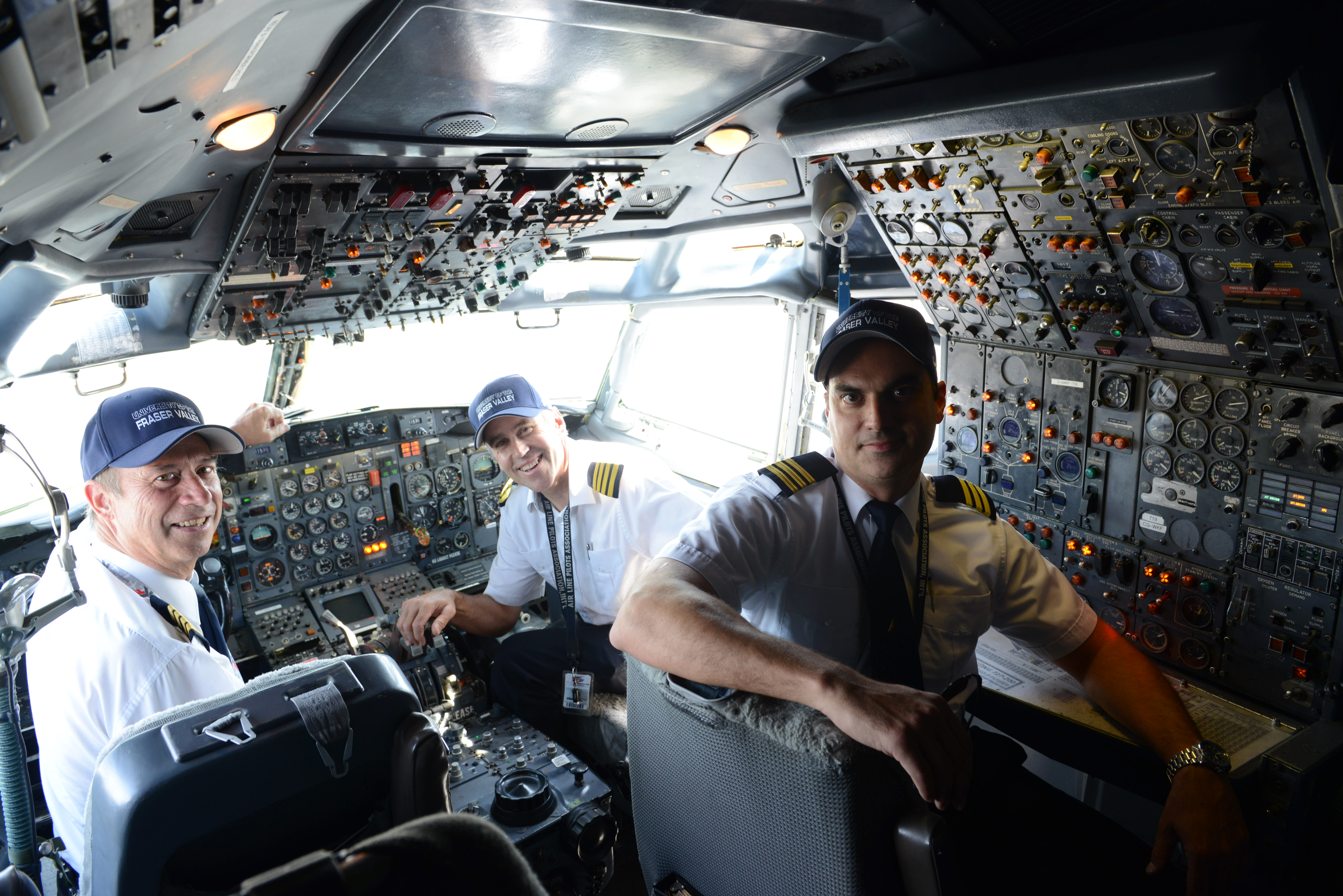
波音727需要三人操作

波音727的設計早在1956年已出現，是根據聯合航空、美國航空和美國東方航空的要求和妥協而成，載客量較少且能在較短的跑道上進行升降。聯合航空希望飞机被设计成四引擎，以便在高海拔機場進行升降，尤其是在丹佛基地的斯特普爾頓國際機場。美國航空已经拥有波音707和波音720，故希望飞机为双引擎以取得较好的燃油效益。東方航空则需要一款三引擎飛機用来服務加勒比海航線，因為當時雙引擎飛機受到60分鐘雙發延程飛行限制。當時噴射引擎發展尚未成熟，人們對雙噴射引擎飛機可靠性存有疑慮，市場上已有雙噴射引擎飛機DC-9出現，且波音707已採用四引擎，且四引擎的營運成本較高。最終三家航空公司接受了三引擎的提議。
1959年，英國歐洲航空建議波音公司和德哈維蘭公司應合作研發三引擎飛機，後者正在研發霍克薛利三叉戟型。兩款飛機的佈局相似，但波音727稍為大一些。當時波音打算採用艾利遜AR963渦扇發動機，是使用在三叉戟上的勞斯萊斯RB163 Spey的授權生產型。波音和德哈維蘭分別派工程師往對方公司視察，德哈維蘭希望波音接受三叉戟在美國的授權生產，但波音認為設計需要符合美國市場，包括每排六個座位及能在4,500呎的跑道上升降，結果波音公司拒絕了德哈維蘭的提案。
1960年普惠需要尋找客戶以便開發以J52為基礎的JT8D引擎，相比起英國貨勞斯萊斯引擎，而美國航空和東方航空對美國貨普惠引擎均有興趣。當普惠公司確認繼續開發JT8D時，東航主席向波音公司表示他們傾向在新飛機選用JT8D。波音最初不接受，雖然JT8D推力稍高，但JT8D比RB163重約1,000磅，且RB163研發進度比JT8D更快。波音不情願地同意提供JT8D選擇，最終成為波音727的指定引擎。
起初受到財務限制，波音對新飛機的投資十分謹慎。波音727的機身大致上沿用707的機身設計，但機身下半部比707深10英寸。此舉除了減低開發成本，更使707及727有零件共通性，而且擁有比當時其他同級飛機更寬闊的機艙空間，客艙寬144英寸，座椅可安排「3+3」的每排六個座位。而在機尾後方亦設有一條下放式登機梯，使飛機在上落客時可以不用外接登機橋或樓梯車。為了方便生產，機身被為分四個部分生產，包括section-41、section-43、section-46和section-48，生產完成後才運到波音倫頓廠房組裝:39。波音727的機翼裝有高升力裝置，使飛機能在短跑道上升降。由於機翼沒有引擎，因此整個機翼能使用機翼前緣裝置和翼尾緣升力增大裝置，使機翼升力系數提升至3.0.。襟翼採用三缝襟翼設計，能在低速下提供足夠升力。飛機共有6個機輪，其起落架能承受60,000次降落，且能夠單靠重力放下起落架。飛機設有兩組液壓系統，以及一組後備液壓系統。另外，飛機設有輔助動力系統，使飛機在停機坪內可以不用外接機場地勤的發電機，亦可自動為飛機提供所需電源、液壓及空調。在機翼設計上，波音曾提出三種設計，包括端板式垂直尾翼、T型尾翼和V型尾翼，最終採用T型尾翼設計:14，雖然結構複雜，但此設計能使水平尾翼不受飛機反推力而造成損傷，以及水平尾翼能避開機翼尾流的影响。
當時波音727的售價較為昂貴，約400萬美元，但其客艙保證每排可容納6個座椅，潛在利潤比每排5座位的對手高出12%。1960年11月，美國東方航空及聯合航空簽字訂購波音727，東方航空訂購40架，聯合航空訂購20架另加20架選擇權，隨即開始了727-100的生產階段，預計1963年底交付:20。
波音727原型機於1962年11月27日出廠亮相，首架波音727於1963年2月9日首飛，12月24日取得適航證，但早在10月29日已交付給聯合航空用作飛行員訓練。首架載客航班於1964年2月1日由東方航空執行，設有28個頭等位及66個旅遊位:30。
目前服役的波音727需要裝上減音裝置，以符合第三噪音等級限制。其中一款由聯邦快遞提供，並且有超過60家公司購買使用，而Valsan Partners亦提供翼尖小翼設計並在配置在不少波音727上，能在低速飛航時降低噪音和耗油量。

## 衍生型號

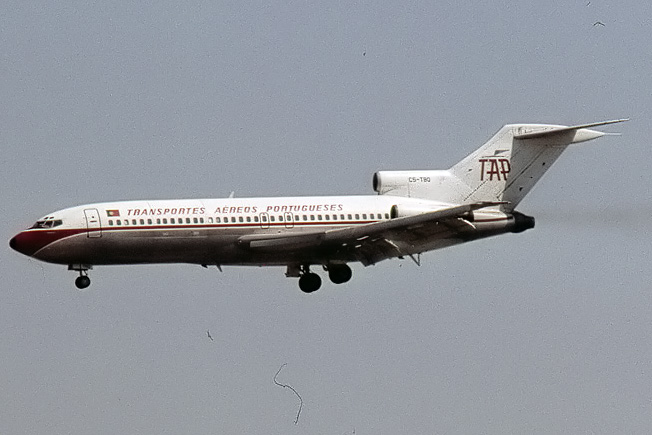
TAP葡萄牙航空的波音727–100

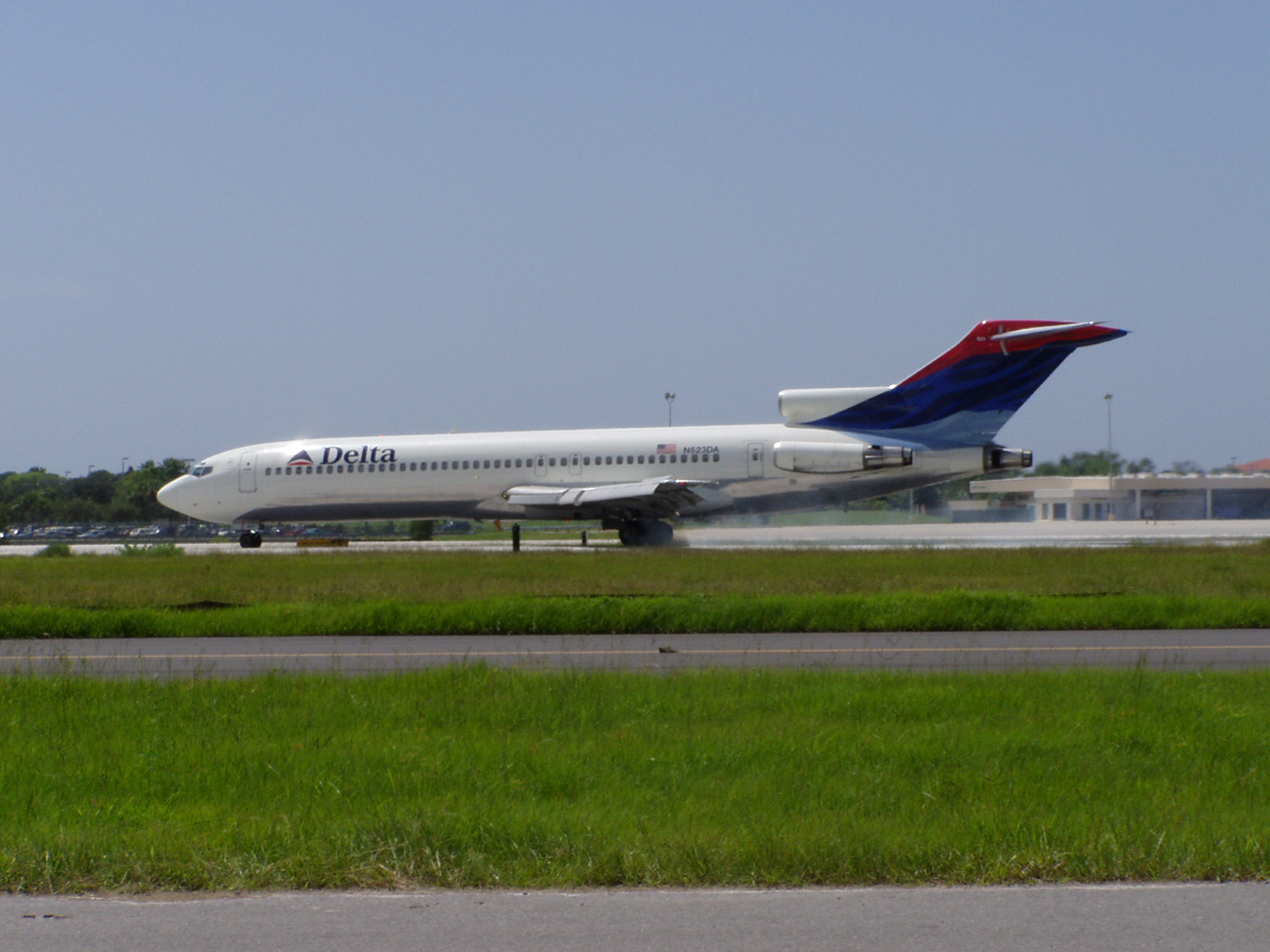
達美航空的波音727–200

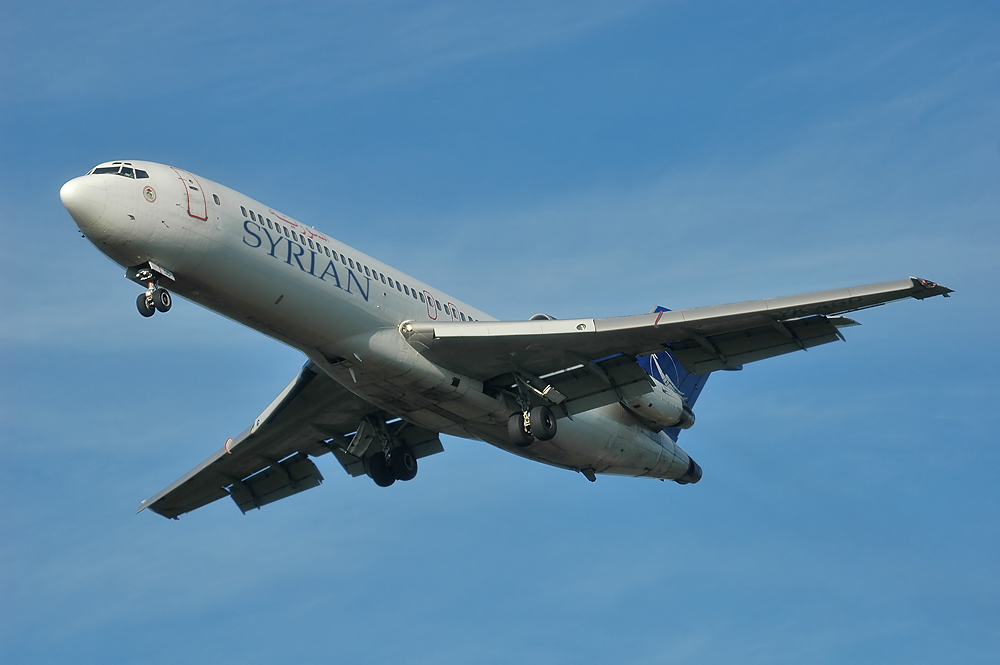
敘利亞航空的波音727-200Adv

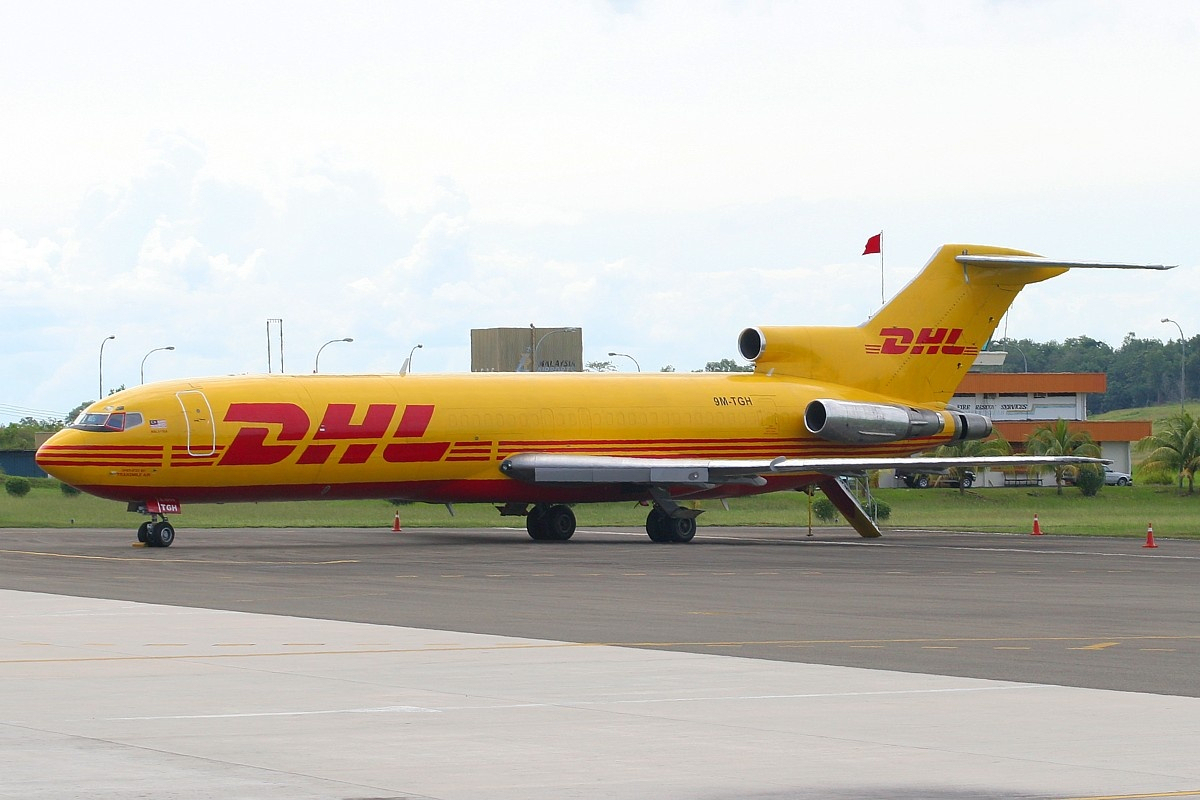
马来西亚DHL的波音727-200F

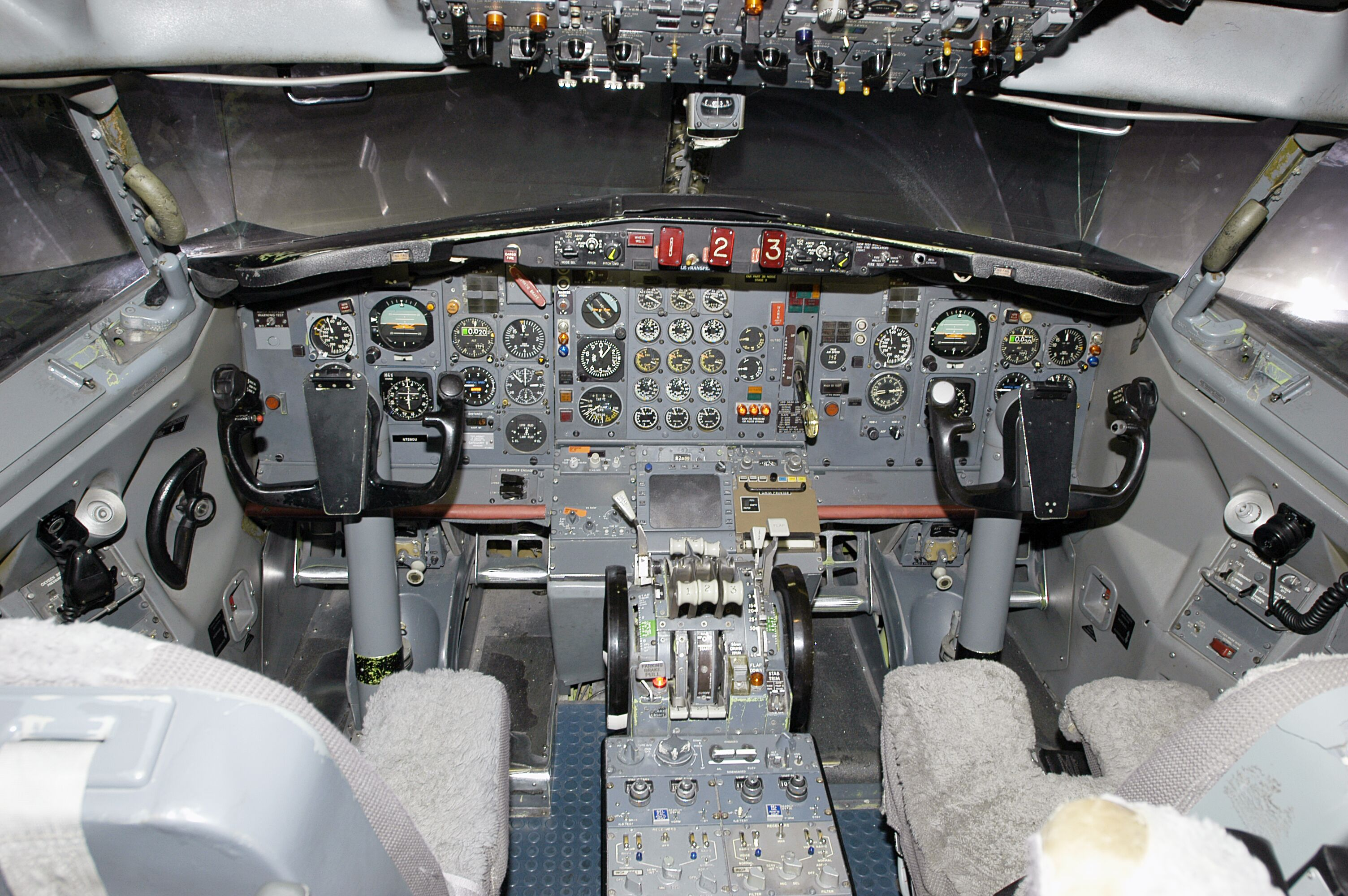
波音727的駕駛艙

### 727-100
第一架波音727-00（又称727-100）于1963年2月9日首飞，次年在美国东方航空执行首个载客航班，来往迈阿密、华盛顿及费城。
共有571架727-00/100交付，其中407架为727-100，53架为727-100C和111架727-100QC，最后一架于1972年10月交付。另外一架727-100被波音保留，使得727-100的总产量达到572架。
727-100实际上是727-00的追溯编码，实际上的727-1xx系列在生产时的型号均为727-xx（如联合航空的727-22，美国航空的727-23），且在727-200投产之后仍然保持这种编码方式，而不是按727-1xx编号。

#### 727-100C
波音727-100C於1964年8月對外發佈，並在727機身上作出重要改動。727-100C設有高86呎、寬134呎的貨門，加強了地板厚度，最多可裝載八個集貨箱。飛機所有機門和緊急逃生門並沒有改動。
波音727-100C能夠根據客貨量需求，改裝為客機、貨機或客貨混合型，只需兩小時便完成改裝。-100C的在雙座艙配置下，載客量為94人，貨機型最多可負載36,750磅的貨物；而客貨混合型則可同時運載52人及四個集貨箱共24,000磅的貨物，飛機前面為貨艙，後面為客艙。-100C最初的起飛重量為160,000磅，但經過強化中心剖面和起落架後，提升至169,000磅。
波音727-100C的首個客戶為西北東方航空，接著是漢莎航空、聯合航空、布蘭尼夫國際航空、泛美航空、美國東方航空和環球航空。首架727-100C於1965年12月30日首飛，翌年4月取得適航證，4月13日交付給西北東方航空:55-56。

#### 727-100QF
波音727-100QF（快速轉換型）是以-100C為基礎，但內部結構經過修改，使飛機能以30分鐘時間迅速改裝，達到在日間載客、晚間載貨的目的。飛機的座位能夠透過貨櫃輸送帶，從貨門迅速離開飛機。QF型的淨空高度比-100C型少。首架波音727-100QF於1966年4月7日首飛，5月15日交付給聯合航空作飛行員訓練，8月8日投入服務。最後一架QF型於1971年3月交付給南非航空:56-58。

### 727-200
1965年8月，波音推出727-200型。它是727-100型的加長型，飛機設計基本上維持不變，在機身後方增加兩道逃生門，機身前後各加長3.05公尺，載客量為163至189人，引擎使用普惠JT8D-9型。受礙於引擎性能，飛機的最大起飞重量卻只維持在169,000磅，與-100型一樣，但空機重量卻提高了，意味著必需減少載貨或燃油，以最高負載39,340磅執行的航班，只能飛約2,750公里；若以最大航程4,100公里執行的航班，只能負載25,000磅。1967年6月29日，首架波音727-200出廠，7月27日首飛，11月30日獲發適航證，首架於12月14日交付給東北航空。波音727-200最初的訂單是來自美國國內，法國航空是首架-200型的海外客戶，於1966年7月訂購四架:58-61。

#### 727-200Adv
波音727-200先進型（Advanced）於1969年至1970年初，由於受到DC-9和BAC-111的競爭，以及第一代寬體客機的出現，波音727的銷量下跌，波音公司需要一款新的飛機以進行面對面競爭。波音公司有考慮過把飛機延長，但飛機老舊的設計使它本身欠缺競爭力。波音認為一款新引擎能改善銷情，於是於1970年12月推出727-200Adv，採用JT8D-15引擎，推力增加至15,500磅，令最大起飛重量提升至191,000磅，航程增加約50%，更快爬升至巡航高度，可擄帶8,090或10,570加侖的燃料。因應重量增加，機體結構、煞車及輪胎都經過強化。727-200Adv的啟動客戶是全日空，訂購了3架。
起初波音727的銷情一般，但在1973年接到119架訂單，其後六年平均收到超過100架訂單。因此波音需要提高產量以迎合需求，在1971年每月平均生產3架，至1978年月產9.5架，高峰期時月生產達11.5架。投產期間波音亦在性能上作出改動，包括在1973年推出採用JT8D-17引擎，推力達16,000磅，且強化了起落架和機翼，最大起飛重量提升至208,000磅。1976年推出了高400磅力的JT8D-17R引擎型。在70年代末，由於波音757的出現，波音727的銷量下跌，因此波音亦停止對727的改進。最後一架波音727-200Adv原本交付給伊拉克的航空公司，但因政治原因未能交付而低價轉售給全美航空，於1983年4月6日交付:62-67。

#### 727-200F
波音於1981年10月推出727-200F，由於當時三引擎飛機已逐漸被淘汰，因此波音公司的計劃頗為令人意外。波音727-200F是-200Adv的全貨機型，強化了地板，設有波音707式的貨機門，取消所有旅客窗戶，能裝載最多十一個集貨箱共60,000磅的貨物。飛機採用推力達16,000磅力的JT8D-17A發動機，能節省約5%燃油。首架727-200F於1983年4月28日首飛，共生產了15架，最後一架於1984年9月18日交付給聯邦快遞。一些727-200客機被改裝為貨機:67-69。

#### 超级27（Super 27）
通过用JT8D-217或JT8D-219替换两侧发动机，使时速提高了50 mph（80 km / h），许多MD-80也采用了此方案，并且在中央发动机上增加了降噪组件。 这些飞机中的一部分还增加了小翼，从而提高燃油效率。 这套方案最初是由Valsan Partners开发的，但后来由位于华盛顿州雷德蒙德的Quiet Wing Technologies销售.。

## 性能規格
|                          | 727-100 （纯载客）                              | 727-200                                         | 727-200 Adv                                                                  |                      |
| ------------------------ | ----------------------------------------------- | ----------------------------------------------- | ---------------------------------------------------------------------------- | -------------------- |
| 载客量                   | 131（单级客舱配置，最大载客量）                 | 189（单级客舱配置） 145（二级客舱配置）         | 189（单级客舱配置） 145（二级客舱配置）                                      |                      |
| 机组人数                 | 3机组成员+4客舱服务员                           | 3机组成员+4客舱服务员                           | 3机组成员+4客舱服务员                                                        |                      |
| 机身长度                 | 133英尺2英寸（40.59）                           | 153英尺2英寸（46.69）                           | 153英尺2英寸（46.69）                                                        |                      |
| 机身直径                 | 12英尺4英寸（3.76）                             | 12英尺4英寸（3.76）                             | 12英尺4英寸（3.76）                                                          |                      |
| 客舱最大宽度             | 11英尺6英寸（3.51）                             | 11英尺6英寸（3.51）                             | 11英尺6英寸（3.51）                                                          |                      |
| 翼展                     | 108英尺0英寸（32.92）                           | 108英尺0英寸（32.92）                           | 108英尺0英寸（32.92）                                                        |                      |
| 翼面积                   | 1,650平方英尺（153平方）                        | 1,650平方英尺（153平方）                        | 1,650平方英尺（153平方）                                                     |                      |
| 高度                     | 34英尺0英寸（10.36）                            | 34英尺0英寸（10.36）                            | 34英尺0英寸（10.36）                                                         |                      |
| 最大起飞重量 （MTOW）    | 170,000英磅（77,000）                           | 184,800英磅（83,800）                           | 209,500英磅（95,000）                                                        |                      |
| 空载重量                 | 80,602英磅（36,560）                            | 98,400英磅（44,600）                            | 102,900英磅（46,700）                                                        |                      |
| 最大载油量               | 7,680美制加侖（29,100公升）                     | 8,090美制加侖（30,600公升）                     | 8,090美制加侖（30,600公升）（基础） 10,520美制加侖（39,800公升）（可选配置） |                      |
| 最大起飞重量下的起飞距离 | 8,300英尺（2,500）                              | 10,000英尺（3,000）                             | 8,500英尺（2,600）                                                           |                      |
| 最大航程 （满载情况下）  | 2,300海里（4,300）                              | 1,700海里（3,100）                              | 1,900海里（3,500）（基础） 2,600海里（4,800）（可选配置）                    |                      |
| 最大巡航速度             | 0.9马赫                                         | 0.9马赫                                         | 0.9马赫                                                                      |                      |
| 典型巡航速度             | 540英里每小時（470節）                          | 540英里每小時（470節）                          | 540英里每小時（470節）                                                       |                      |
| 实用升限                 | 36,100英尺（11,000）                            | 42,000英尺（13,000）                            | 42,000英尺（13,000）                                                         | 42,000英尺（13,000） |
| 爬升率                   | 2,940英尺每分鐘（14.9每秒）                     | 2,940英尺每分鐘（14.9每秒）                     | 2,940英尺每分鐘（14.9每秒）                                                  |                      |
| 引擎（3x）               | 普惠JT8D-1 每台最大推力14,000英磅力（62千牛頓） | 普惠JT8D-9 每台最大推力14,500英磅力（64千牛頓） | 普惠JT8D-17R 每台最大推力17,400英磅力（77千牛頓）                            |                      |

来源：Boeing Aircraft since 1916, Airport report

## 事故
- 1968年2月16日，民航公司10號班機在準備降落時墜毀於台灣省臺北縣林口鄉，造成21人死亡，42人受傷。
- 1971年7月30日，全日空58號班機在日本雫石町上空與日本航空自衛隊的一架F-86戰鬥機发生相撞導致全日空58機上162人全數遇難 而日本自衛隊F-86的飛行員則幸運生還。
- 1971年11月24日，西北航空305号班机在飞往西雅图时遭到一名30岁男子丹·库柏劫机。到达西雅图机场后，警方给了他赎金，他也同意释放大部分人质，但仍留下了部分机组人员，并要求飞机飞往墨西哥。然而在飞机正在华盛顿州边境的森林时，丹·库柏突然打开飞机尾部的紧急逃生门并跳伞离开飞机，随后失踪。
- 1978年9月25日，太平洋西南航空182號班機在美国加州的聖地牙哥与一架塞斯纳C-172小型飞机相撞，造成144人死亡，成为加州史上最严重空难。迄今为止，它也是太平洋西南航空公司史上死亡人数最高的空难。这也是当时美国史上最惨重的空难，直到8个月后的美国航空191号班机发生为止。
- 1986年3月31日，墨西哥航空940号班机为一架波音727-264（注册编号XA-MEM），在从墨西哥城起飞后不久发生起落架爆胎，轮胎碎片刺穿燃油管线，飞机失火并失控坠毁，导致机上167人全部遇难。这是涉及波音727的最严重事故。
- 1988年8月31日，自達拉斯-沃斯堡國際機場飛往鹽湖城國際機場的達美航空1141號班機，因在起飛前沒有展開襟翼，在起飛後不久即失速墜毀，造成14人死亡。此事才讓調查人員驚覺當今普遍使用的檢查表格有所缺失要重新修訂。
- 1990年12月3日，1990年韋恩機場跑道對撞事故。西北航空的西北航空1482號班機和西北航空299號班機在美國密西根州的底特律都會韋恩郡機場發生對撞。1482號班機是道格拉斯DC-9，299號班機是波音727-200Adv。緣由是因為1482號班機滑到錯誤的跑道，而當時正好299號班機正要在該跑道起飛，加上當時濃霧影響，導致299號班機沒有辦法及時反應而撞上1482號班機。此事故導致1482號班機上40人有8人死亡，10人受傷，而299號班機機上146人全數生還。
- 1992年12月22日，利比亞阿拉伯航空1103與米格-23戰鬥機相撞157名乘客死亡。
- 1976年9月19日，土耳其航空452號班機因為飛行員失誤墜毀於土耳其伊斯帕爾塔附近山區。
- 1982年7月9日，泛美航空759號班機因風切變墜毀，機上145人遇難。
- 1985年2月19日，西班牙國家航空610號班機，起飛後，610號班機撞上「奧茲山」，機上148人全部遇难。
- 1996年11月7日，奈及利亞航空86號班機因機師操作失誤而墜毀，機上144人遇难。
- 2003年5月25日，一架属于美国航空的波音727-223，注册编号为N844AA。在二月四日国际机场未经许可突然擅自起飞，并就此失踪。
- 2003年12月25日，幾內亞聯合航空141號班機在柯多努國際機場因超載導致起飛失敗衝出跑道，並在連續撞擊多座建築後墜入貝寧灣中，機上151人遇難。
- 2011年1月9日伊朗航空277號班機在降落烏爾米耶機場途中因除冰不善導致引擎熄火而墜毀，78人遇難。
- 2024年3月31，安全航空的一架波音727-200F因机械故障在馬拉卡爾机场进行紧急迫降，但迫降失败冲出跑道，并在与1个月前在该机场冲出跑道后抛弃在该机场的一架麥道MD-82发生相撞后断成两截。

## 外部連結
- 727 Family，存档于（存檔日期 2013-01-16）

### 波音产品线
- 707 - 717 - 720 - 727 - 737 - 747 - 757 - 767 - 777 - 787

### 其他產品
- 麥道DC-10
- 麥道MD-11
- 圖-154
- 雅克－42
- 霍克薛利三叉戟型